# 高科西路站
高科西路站位于中华人民共和国上海市浦东新区高科西路与东明路交叉口附近，是上海地铁6号线与7号线的地铁换乘站。6号线部分于2007年12月29日启用，7号线部分于2009年12月5日开通。

## 車站設計
高科西路站的6号线和7号线车站均为地下岛式站台。7号线站台位于6号线站台的下方，两条线路的运行方向在水平面的投影并不完全垂直，而是呈斜十字。两条线路的换乘方式是垂直换乘，乘客通过站台上的楼梯实现换乘。

## 车站结构
| 地面层   | 出入口             | 1-4出入口                        |  |  |
| 地下一层 | 站厅               | 票务服务、自动售票机、人工服务台 |  |  |
| 地下二层 |                    | █ 6号线 往东方体育中心（东明路） |  |  |
|          | 岛式站台，左侧开门 |                                  |  |  |
|          |                    | █ 6号线 往港城路（临沂新村）     |  |  |
| 地下三层 |                    | █ 7号线 往美兰湖（云台路）       |  |  |
|          | 岛式站台，左侧开门 |                                  |  |  |
|          |                    | █ 7号线 往花木路（杨高南路）     |  |  |

## 车站出口
高科西路站共设4个出入口，各出入口如下所示：
| 出口编号            | 出口指示         | 照片 |
| ------------------- | ---------------- | ---- |
| 1 · 出口            | 东明路，高科西路 |      |
| 2 · 出口            | 东明路           |      |
| 3 · 出口 · （设有） | 东明路           |      |
| 4 · 出口            | 高科西路         |      |
| 图例： 设有         |                  |      |

## 公交换乘
86、119、170、219、338、583、614、638、715、734、771、780、786、871、980、988、隧道二线、隧道九线、大桥一线、南华专线、徐川专线

## 周边
- 上海市实验学校
- 三林体育中心
- 中建广场